# 51 – Das FC Bayern Magazin
51 – Das FC Bayern Magazin ist die Clubzeitschrift des FC Bayern München, die im Verlag der FC Bayern München AG erscheint. Der Name der Zeitschrift bezieht sich auf die Anschrift der Geschäftsstelle des FC Bayern in der Säbener Straße 51 in München.
51 erscheint exklusiv für Mitglieder des FC Bayern München und ist nicht im freien Handel erhältlich. Die Druckauflage beträgt rund 150.000 Exemplare. Vereinsmitglieder, die das Magazin in gedruckter Form erhalten möchten, zahlen als Erwachsene einen Mitgliedsbeitrag von 65 Euro pro Saison; ohne gedrucktes Magazin beträgt der Beitrag 50 Euro pro Jahr. In diesem Fall steht das Magazin als E-Paper in der FC Bayern App zur Verfügung.
Verantwortlich für das Vereinsmagazin ist Max Breitner, Sohn des ehemaligen Bayern-Spielers Paul Breitner. 51 erscheint monatlich mit einem Umfang von etwa 100 Seiten und wird seit 2023 auf 100 % Recyclingpapier gedruckt. Die Produktion erfolgt bei der be1druckt GmbH in Nürnberg.
Gegründet wurde die Stadionzeitschrift 1981 als Bayern-Magazin von Markus Hörwick, später Pressesprecher des FC Bayern München. Sie erschien erstmals am 8. August 1981 in einer Auflage von 5000 Stück zum ersten Heimspiel der Saison 1981/82, in dem der amtierende deutsche Meister FC Bayern die Mannschaft von Bayer 04 Leverkusen im Olympiastadion empfing. Auf der Titelseite war Karl-Heinz Rummenigge abgebildet. Eine DM kostete das Magazin mit seinen anfangs rund 30 Seiten; aus Kostengründen wurde nur der Titel vierfarbig gedruckt. Das Heft wurde mit einer Schreibmaschine geschrieben. Die vorwiegend regionalen Anzeigenkunden wurden von Uli Hoeneß, dem damaligen Manager des FC Bayern, persönlich akquiriert, später dann von Mittelfeldspieler Wolfgang Kraus als Anzeigenleiter.